# María Gómez Carbonell
María Gómez Carbonell, född 1903, död 1988, var en kubansk politiker.
Hon blev 1936 sitt lands första kvinnliga parlamentariker. Hon utnämndes till statsråd 1942 och blev därmed sitt lands första kvinnliga minister.